# Tipula (Tipula) soror mashona
Tipula (Tipula) soror mashona is een ondersoort van de tweevleugelige Tipula (Tipula) soror uit de familie langpootmuggen (Tipulidae). De ondersoort komt voor in het Afrotropisch gebied.